# Юматилла (округ)
Округ Юматилла (англ. Umatilla County) располагается в штате Орегон, США. Официально образован 27 сентября 1862 года. По состоянию на 2010 год, численность населения составляла 75 889 человек.

## География
По данным Бюро переписи США, общая площадь округа равняется 8368,298 км2, из которых 8326,858 км2 суша и 41,440 км2, или 0,490 % — водоёмы.

## Климат
Согласно системе классификации климатов Кёппена, в округе преимущественно степной (семиаридный) климат, обозначаемый на климатических картах аббревиатурой «BSk». Это дает региону жаркое сухое лето с высокими дневными температурами, которые значительно охлаждаются ночью, и относительно холодные зимы, которые обычно приносят несколько снежных бурь в год с относительно минимальным накоплением. 29 июня 2021 года в городе Хермистоне была зафиксирована максимальная температура 118 °F (48 °C), что всего на один градус ниже нового рекордно высокого значения температуры для штата Орегон, установленного в тот же день на близлежащей плотине Пелтон, которая находится в округе Джефферсон.

## Население
По данным переписи населения 2000 года в округе проживает 70 548 жителей в составе 25 195 домашних хозяйств и 17 838 семей. Плотность населения составляет 8,00 человек на км2. На территории округа насчитывается 27 676 жилых строений, при плотности застройки около 3,00-х строений на км2. Расовый состав населения: белые — 82,00 %, афроамериканцы — 0,82 %, коренные американцы (индейцы) — 3,37 %, азиаты — 0,75 %, гавайцы — 0,18 %, представители других рас — 10,67 %, представители двух или более рас — 2,21 %. Испаноязычные составляли 16,11 % населения независимо от расы.
В составе 35,00 % из общего числа домашних хозяйств проживают дети в возрасте до 18 лет, 55,10 % домашних хозяйств представляют собой супружеские пары проживающие вместе, 10,60 % домашних хозяйств представляют собой одиноких женщин без супруга, 29,20 % домашних хозяйств не имеют отношения к семьям, 23,70 % домашних хозяйств состоят из одного человека, 9,70 % домашних хозяйств состоят из престарелых (65 лет и старше), проживающих в одиночестве. Средний размер домашнего хозяйства составляет 2,67 человека, и средний размер семьи 3,14 человека.
Возрастной состав округа: 27,80 % моложе 18 лет, 9,40 % от 18 до 24, 28,30 % от 25 до 44, 22,20 % от 45 до 64 и 22,20 % от 65 и старше. Средний возраст жителя округа 35 лет. На каждые 100 женщин приходится 104,80 мужчин. На каждые 100 женщин старше 18 лет приходится 104,70 мужчин.
Средний доход на домохозяйство в округе составлял 36 249 USD, на семью — 41 850 USD. Среднестатистический заработок мужчины был 31 479 USD против 22 325 USD для женщины. Доход на душу населения составлял 16 410 USD. Около 9,80 % семей и 12,70 % общего населения находились ниже черты бедности, в том числе — 16,20 % молодежи (тех, кому ещё не исполнилось 18 лет) и 8,70 % тех, кому было уже больше 65 лет.